# Голубев, Георгий Александрович
Го́лубев Гео́ргий Алекса́ндрович (20 апреля [2 мая] 1883, Харьков — август 1949, Богданович) — русский советский архитектор. Представитель «свердловского конструктивизма».
Член Уральского общества современных архитекторов (с 1933) и Союза советских архитекторов (с 1935). Участник первого Всесоюзного съезда архитекторов (1937). Главный архитектор Свердловска с 1936 по 1942 годы.

## Биография
Родился в семье служащего, происходившего из крестьян. Учился в гимназиях Таганрога, Тифлиса и Петербурга. Рисованию учился в Тифлисской гимназии у художника Чернова и с 1899 года — в Школе технического рисования барона Штиглица, которую окончил в 1902 году одновременно с 6-й петербургской гимназией.
Окончил Институт гражданских инженеров императора Николая I (1915, золотая медаль). В 1904—1908 годах был помощником у архитектора Э. Ф. Шитта. С 1908 года начал работать в мастерской В. Щуко и продолжал сотрудничество с ним до 1926 года. В этот период он принял участие в проектировании жилых домов на Каменноостровском проспекте, № 63—67; павильонов на выставках в Риме и Турине; вокзала для Ленинграда (б. Николаевского); вокзала и земской управы для Киева; нового здания школы живописи, ваяния и зодчества в Москве; реконструкции Смольного, ограды и колоннады перед ним.
В послереволюционные годы работал в Петрограде как архитектор-консультант, оформитель и реставратор.
В качестве соавтора Щуко участвовал также в работе над Иностранным отделом первой Всероссийской сельскохозяйственной и кустарно-промышленной выставки в Москве (1923), над конкурсным проектом Госпрома — Дома Государственной промышленности в Харькове (1925, не реализован) и другими проектами.

## Работа в Свердловске и области
В 1926 г. переехал в Свердловск, куда был приглашен в качестве проектировщика медицинских зданий. В частности, по его проектам в уральских городах построены: поликлиника в Кизеле, хирургический павильон в Троицке, тубконсультация и ясли в Серове, больница в Лысьве.
Участник конкурсов на проекты в Екатеринбурге здания синтетического театра (соавт.: В. В. Емельянов, Т. Г. Заикин), Дома промышленности, Дома Советов.
Принимал участие в разработке генерального плана города под руководством С. В. Домбровского.
Сооружения в Екатеринбурге:
- Дом печати (1929—1930; соавт.: В. А. Сигов)[7];
- Медгородок (1929—1930, соавт.: А. В. Кац):
  - Институт физиотерапии и профзаболеваний;
  - Комплекс зданий Городской больницы;
  - Мединститут (1950-е);
- Детский тубсанаторий и «лесная школа» для детей с ослабленным здоровьем на месте Агафуровских дач;
- Дом Специалистов (1934—1935; Банковский пер., 8—10);
- Управление НКВД по Свердловской области (1930-е);
- Жилой дом облисполкома;
- Гараж облисполкома (построен частично);
- Комплекс больницы спецназначения (клиническая больница скорой помощи) в Зелёной роще (1938; соавт.: И. А. Югов, Н. И. Жеманов)[8];
- Здание Свердловского городского совета народных депутатов (реконструкция, 1947—1954; соавт: М. В. Рейшер)[9];
- Дворец культуры завода «Уралэлектротяжмаш» (1940-е—1953). По похожему проекту Голубева построен клуб «Огнеупор» в Богдановиче.

и др.

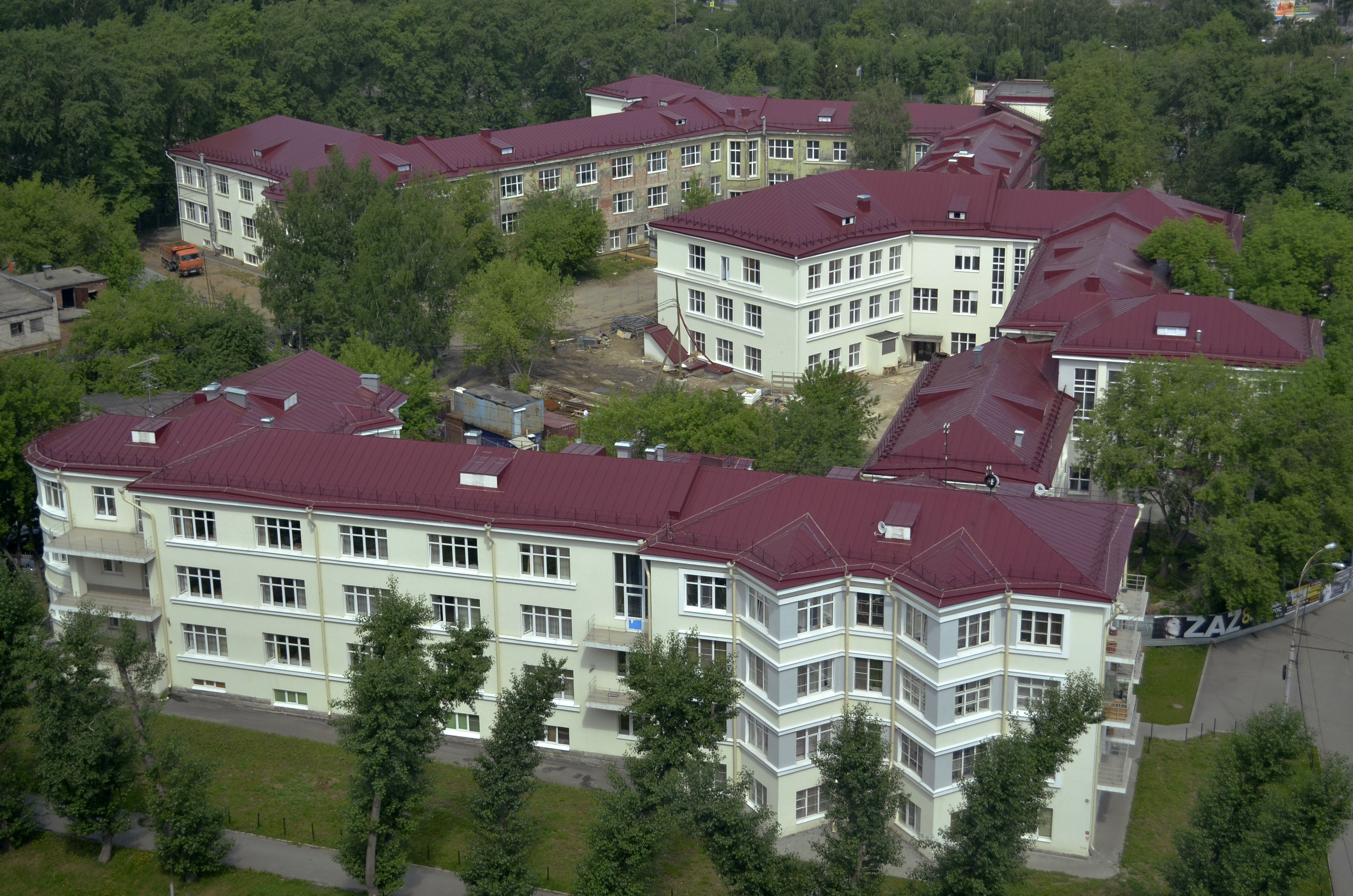
Комплекс зданий Института физиотерапии и профзаболеваний.
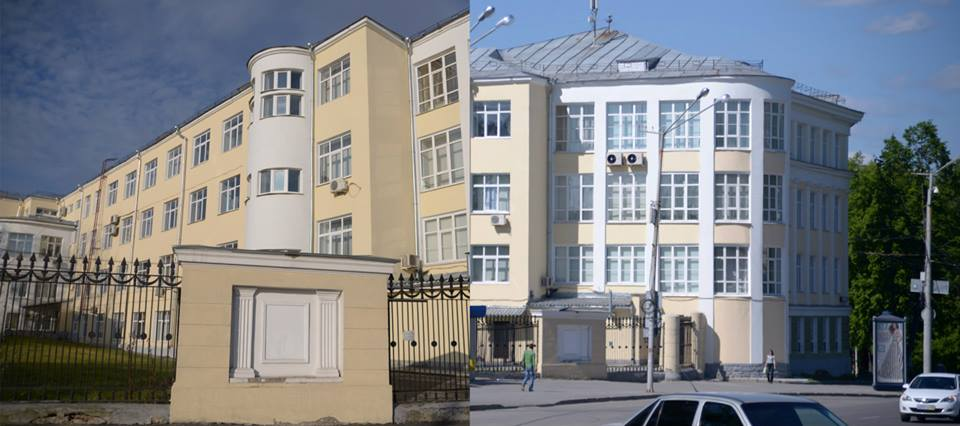
Здание Медицинского института.
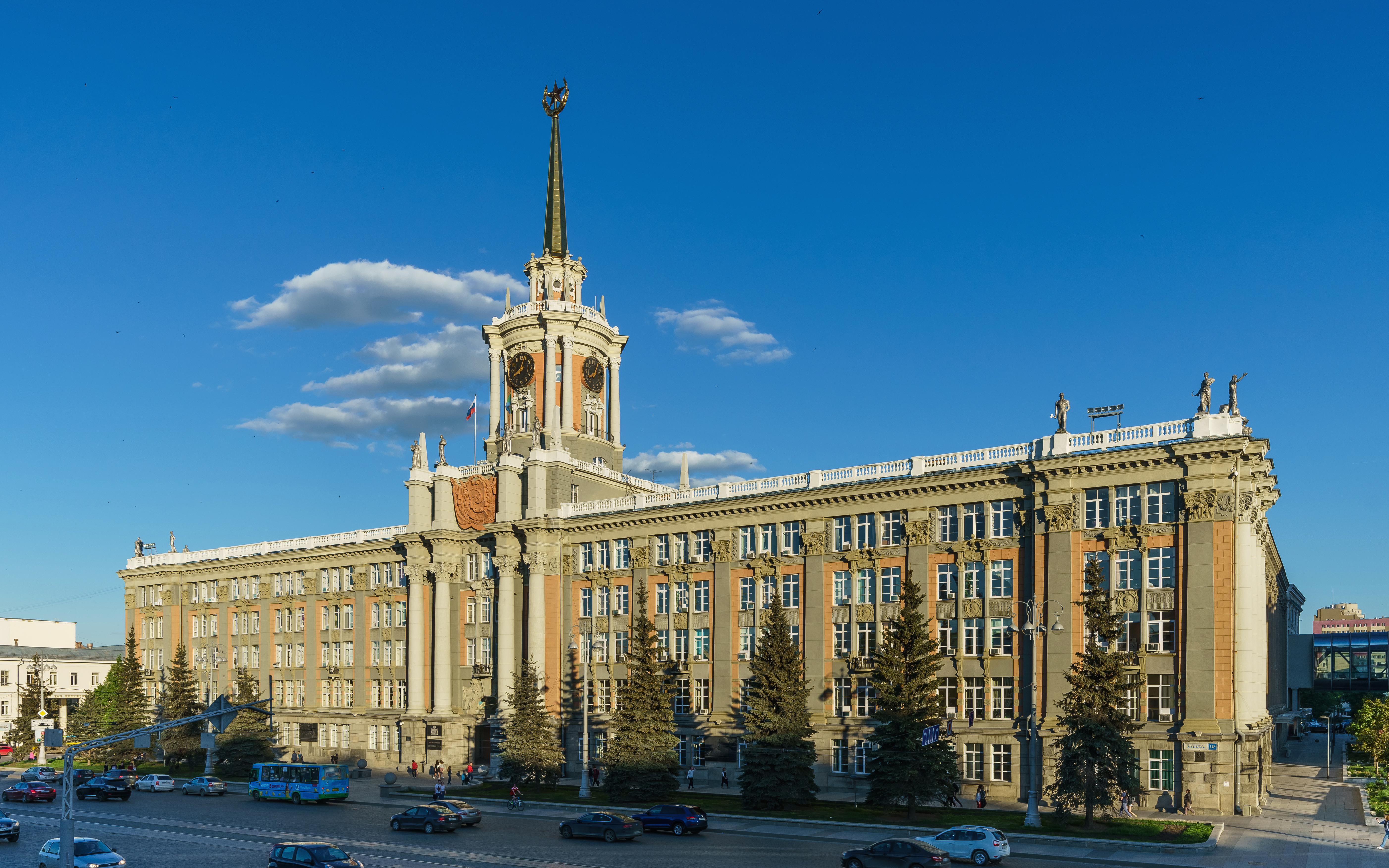
Здание Свердловского Горсовета.

Скончался в августе 1949 года в городе Богданович Свердловской области во время работы над строительством дома культуры «Огнеупорщик». Похоронен на Лютеранско-католическом кладбище (кладбище и захоронение не сохранились).

## Документальные источники
- Автобиография Г. А. Голубева от января 1944 г. // Государственный архив Свердловской области. — Ф. Р2862. — Оп. 2. — Д. 69. — Л. 62—64.
- Материалы Г. А. Голубева // Музей истории архитектуры и промышленной техники Урала. — Ф. 3. — Оп. 1. — Ед. хр. 19/10.